# تشارلز هيوز (لاعب كرة قدم)
تشارلز هيوز (بالإنجليزية: Charles Hughes)‏ هو مدرب كرة قدم ولاعب كرة قدم بريطاني، ولد سنة 1933.